# じゃじゃ馬パラダイス
「じゃじゃ馬パラダイス」（じゃじゃうまパラダイス）は、美勇伝の9枚目のシングル。2007年9月26日発売。

## 概要
- 初回生産限定盤はCD+DVD。
- 通常盤は初回特典として美勇伝のフォトカード1種が封入されている。

## 収録曲
全作詞・作曲：つんく
1. じゃじゃ馬パラダイス
編曲：菊谷知樹
2. 青春 THE NIPPON
編曲：酒井ミキオ
3. じゃじゃ馬パラダイス(Instrumental)

## 参加ミュージシャン
じゃじゃ馬パラダイス
- プログラミング&ギター：菊谷知樹
- パーカッション：飯田ヒロシ
- コーラス：竹内浩明・つんく

青春 THE NIPPON
- プログラミング&ギター：酒井ミキオ
- コーラス：石川梨華・竹内浩明